# Baylisascaris
 Baylisascaris  (nach Harry Arnold Baylis) ist eine Gattung der Spulwürmer (Ascaridina) mit elf Arten, davon kommen sechs in der „Neuen Welt“ vor. Es handelt sich größtenteils um Parasiten bei Raubtieren, eine Art befällt Raubbeutler, eine Nagetiere. Von anderen Ascarididae unterscheiden sich die Vertreter der Gattung durch das Vorhandensein pericloacaler rauer Flecken und subventraler, postcloacaler Papillen. Der medizinisch bedeutendste Vertreter ist der Waschbärspulwurm. Er wurde mit dem Waschbären auch nach Europa eingeschleppt und kann bei mehr als 130 Tierarten und beim Menschen eine Larva migrans mit schweren Augen- und Hirnschäden verursachen. Die Erkrankung wird als Baylisascariose bezeichnet.

## Merkmale
Männchen besitzen eine aufgeraute Fläche vor und hinter der Kloake. Die postcloacalen Papillen sind bauchseitig angeordnet. Zervikalflügel sind vorhanden, entweder hervortretend oder reduziert. Die dorsalen und subventralen Lippenpapillen treten in Zweiergruppen auf. Die Ausscheidungszelle ist U-förmig. Die beiden Begattungsorgane der Männchen (Spicula) sind kurz und kräftig und meist weniger als 1 mm lang. Die Papillen am Schwanz der Männchen sind in eine Reihe vor und eine hinter der Kloake geteilt, die Zahl variiert artspezifisch. Die Eier sind rund bis eiförmig und feingranuliert.

## Lebenszyklus
Baylisascaris-Arten haben zumeist eine heteroxene Entwicklung mit Einschaltung von Stapel- oder Zwischenwirten. Die Adulten leben im Dünndarm des Endwirts und ernähren sich von Darminhalt. Weibchen können bis zu 100.000 Eier pro Tag abgeben, die mit dem Kot in die Umwelt gelangen. Innerhalb von 10 bis 14 Tagen entwickelt sich unter optimalen Bedingungen im Ei die infektiöse Larve. Diese kann vom Endwirt direkt aufgenommen werden (direkter Zyklus) oder über die Aufnahme von Stapelwirten (indirekter Zyklus). Wahrscheinlich entwickeln die Endwirte mit zunehmendem Alter eine Immunität gegenüber der direkten Infektion. Experimentelle Infektionsversuche zeigen, dass eine patente Infestation nur bei jungen Endwirten gelingt.
Im Stapelwirt schlüpfen die Larven im Dünndarm, durchdringen die Darmwand und häuten sich hier vom zweiten ins dritte Larvenstadium. Die Drittlarven gelangen in den Blutkreislauf. Von hier können sie sich als Wanderlarven (Larva migrans) je nach Art in verschiedene Organe einnisten. Beim Waschbärspulwurm können sie als Larva migrans visceralis die Eingeweide, als Larva migrans ocularis die Augen oder als Larva migrans neuralis das Gehirn befallen, letzteres kann tödlich enden.

## Arten und Hauptwirte
- Baylisascaris ailuri, Westlicher Kleiner Panda
- Baylisascaris columnaris, Skunks
- Baylisascaris devosi, Marder (Guloninae)
- Baylisascaris laevis, Murmeltiere und Hörnchen
- Baylisascaris melis, Dachse
- Baylisascaris potosis, Wickelbär
- Baylisascaris procyonis, Waschbär
- Baylisascaris schroederi, Großer Panda
- Baylisascaris tasmaniesnsis, Beutelteufel und Beutelmarder
- Baylisascaris transfuga, Bären
- Baylisascaris venezuelensis, Brillenbär